# Élisabeth de Riquet de Caraman-Chimay
Pour les articles homonymes, voir Riquet, Caraman (homonymie) et Greffulhe.
Marie-Joséphine-Anatole-Louise-Élisabeth de Riquet, comtesse de Caraman-Chimay, comtesse Greffulhe par son mariage, née le 11 juillet 1860 dans le 7e arrondissement de Paris et morte le 21 août 1952 à Genève est une aristocrate et une personnalité du Tout-Paris de la Belle Époque, connue pour avoir été l'un des modèles d'inspiration de Marcel Proust pour le personnage de la duchesse de Guermantes dans À la recherche du temps perdu.

## Biographie

### Enfance
Fille aînée de Joseph de Riquet de Caraman (1836-1892), 18e prince de Chimay, et de Marie de Montesquiou-Fezensac (1834-1884), Élisabeth de Riquet de Caraman-Chimay est issue à la fois de la noblesse  belge et de la noblesse française.
Les Caraman-Chimay étaient une famille de mélomanes. Sa mère jouait du piano. Elle fut l'élève de Clara Schumann et Franz Liszt, qui dédia au jeune ménage une messe en souvenir d'un concert donné chez eux, où la princesse Marie était au piano et le prince Joseph au violon. Leurs enfants pratiquaient tous un instrument et Élisabeth se perfectionna au piano.

### Mariage
Elle se maria à l'âge de 18 ans dans le 6e arrondissement de Paris, le 24 septembre 1878 avec le comte Henry Greffulhe, seul héritier d'un empire financier et immobilier. Le mariage religieux fut célébré le lendemain en l'église Saint-Germain-des-Prés, paroisse des Caraman-Chimay qui possédaient un hôtel particulier, au no 17, quai Malaquais. Elle porte alors le titre de vicomtesse Greffulhe et obtiendra celui de comtesse à la mort de son beau-père, Charles Greffulhe, en 1888.
De cette union naquit une fille unique, Hélène-Josèphe-Marie-Charlotte (dite Élaine), le 19 mars 1882 dans le 8e arrondissement, laquelle épousa à Paris, le 12 novembre 1904, Armand de Gramont, alors duc de Guiche et ami de Proust.
Son époux, le comte Henry Greffulhe, personnage brutal et colérique, trompa sa femme dès avant leur mariage. Moins d'un mois après son mariage, Élisabeth découvre que son mari a une liaison avec Pauline d'Harcourt, ainsi qu'elle l'écrit dans son « Journal de mariage », le 23 octobre 1878. En fait, ce sont des douzaines de maîtresses qu'il entretient dans tout Paris et à qui il fait envoyer chaque jour un bouquet d'orchidées. Plus tard, elle confia à son ami l'abbé Mugnier : « Quelques amis que l'on voit de temps en temps tiennent plus de place […] que celui qui ronfle près de vous ». Délaissée par son mari et contrôlée par sa belle-mère, qui se comportait à son égard en véritable Cerbère, elle se réfugiait dans la musique, l'écriture de son journal intime et sa correspondance avec sa famille. 

### Une étoile parisienne

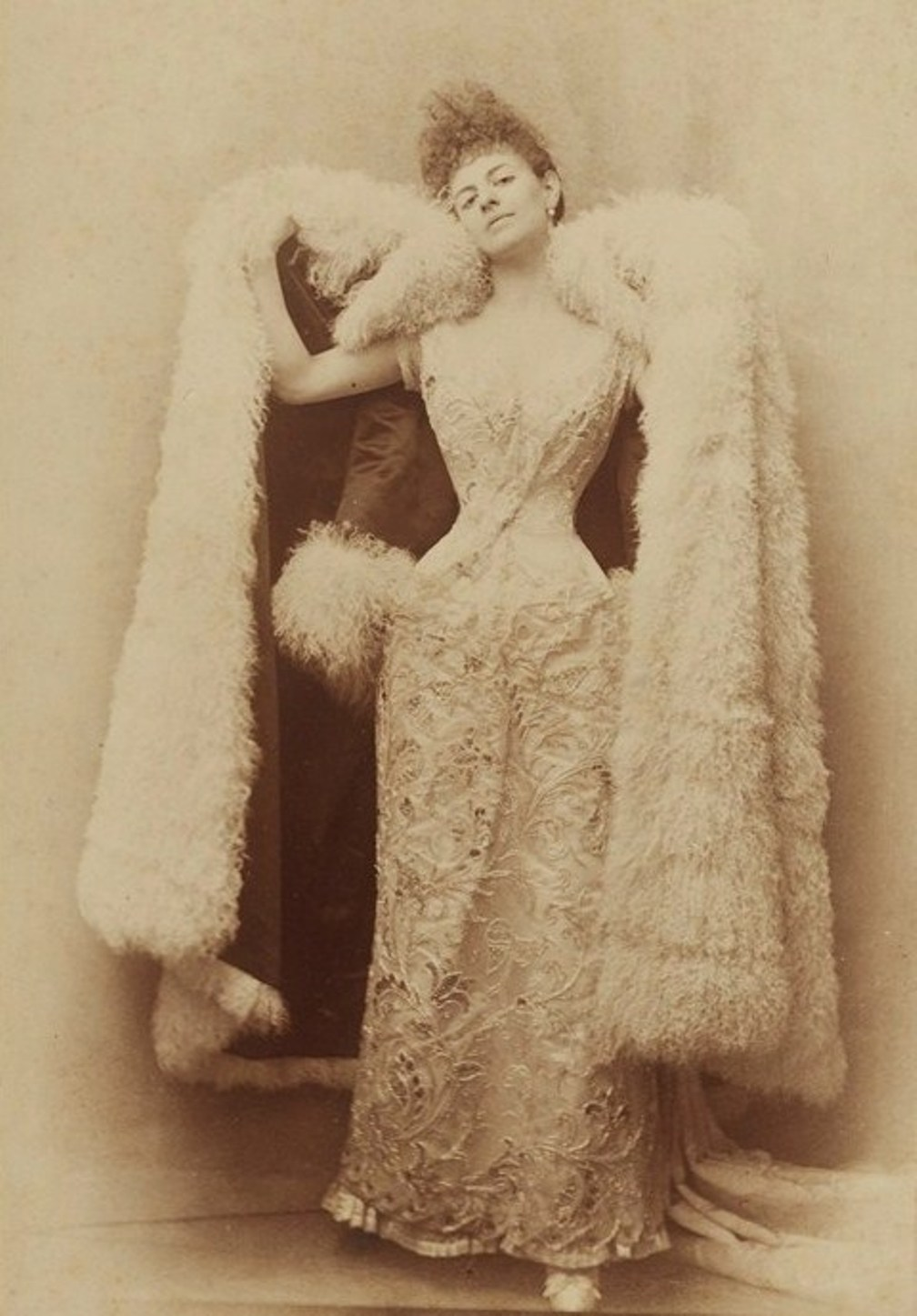
La comtesse en robe de bal, sous un grand manteau du soir,
par Otto Wegener (Paris, 1887), collection du musée de la mode de la ville de Paris.

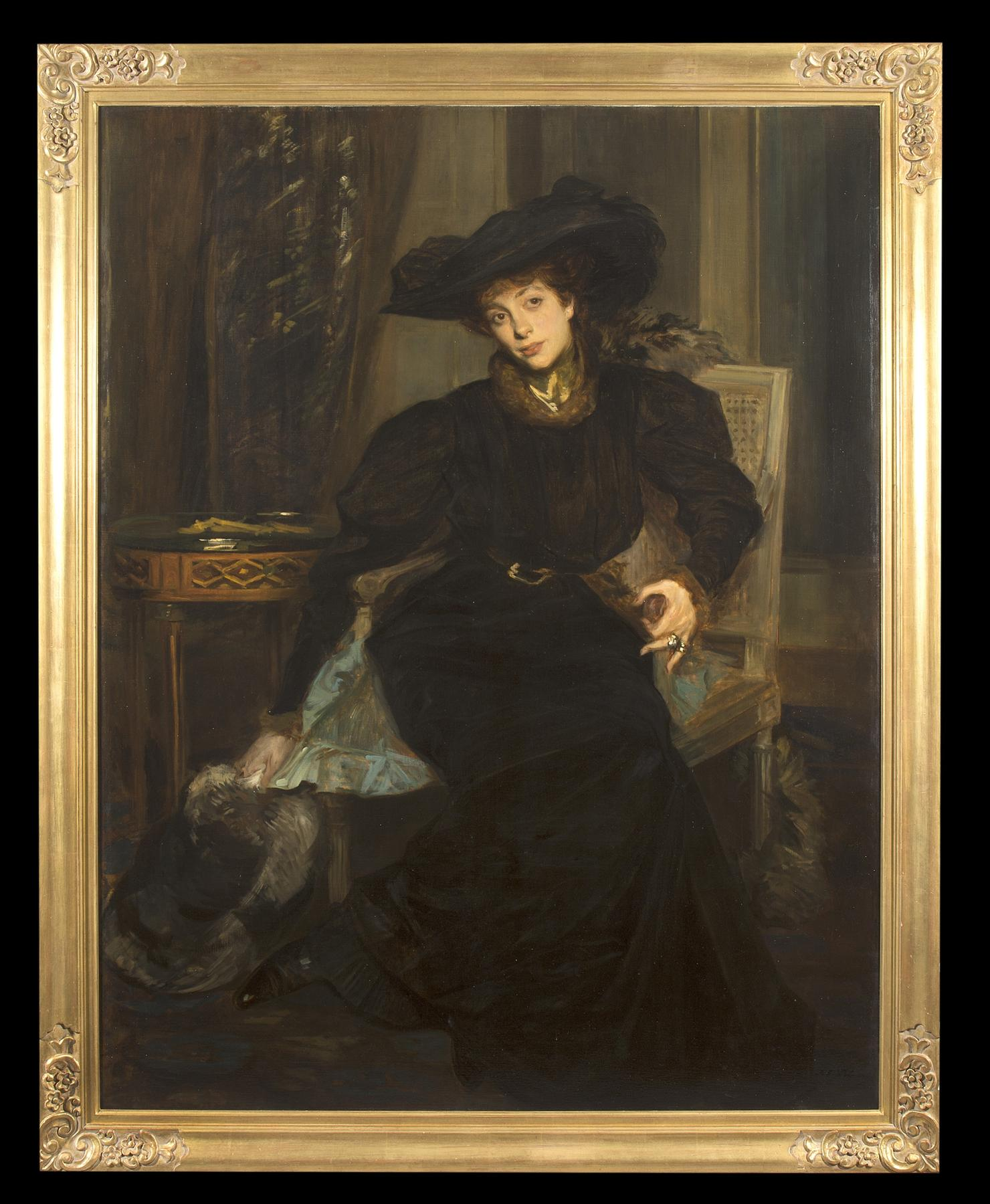
Portrait de la comtesse Greffulhe par Jacques-Émile Blanche (1890).

Elle avait l'appui du flamboyant cousin de sa mère, Robert de Montesquiou, à peine plus âgé qu'elle et qu'elle appelait son oncle (à la mode de Bretagne), qui l'aida à s'ajuster à la vie parisienne et l'incita à donner libre cours à sa volonté d'être différente et à sa créativité en matière vestimentaire. Elle voulait être celle qui fait la mode plutôt que de la suivre. Cela lui était d'autant plus facile que, pour compenser ses infidélités, son mari lui allouait chaque année trois cent mille francs en frais de garde-robe, à une époque où le salaire mensuel d'une femme de chambre à Paris était de 140 francs.

Elle attire très vite l'attention de la société parisienne par sa beauté et sa suprême distinction. Ces atouts étaient démultipliés par une originalité qui relevait d'une stratégie d'auto-promotion bien réfléchie et pour laquelle elle cultivait des contacts avec la presse, notamment Arthur Meyer du  Gaulois et Gaston Calmette du Figaro. Dès 1882, alors qu'elle n'a que 22 ans, un article la décrit comme « le type idéal de la patricienne au sang bleu » : 

« Avec ses cheveux noirs tordus sur sa nuque, son buste frêle et ses grands yeux noirs, dont le regard profond se mêle d’exquise tendresse et de chaste fierté, c’est la vivante image de la Diane athénienne, dont l’âme altière semblait rayonner à son front, lorsqu'elle en revêtit le costume au bal de la princesse de Sagan [...] Par exemple, ce qu’elle hait, c’est la banalité. Originale en toute chose, une pointe d’excentricité marque parfois ses ajustements, ses façons, ses idées même. Ses toilettes, inventées pour elle ou par elle, ne doivent ressembler à aucune. Elle les préfère bizarres plutôt que semblables à d’autres. C’est au Louvre qu’elle s’inspire, et particulièrement ses coiffures et ses chapeaux sont souvent copiés des plus belles créations des vieux maîtres. Mais, quelle que soit l’étrangeté de sa fantaisie, quelque excentrique que soit ce qu’elle porte, elle n’abdique jamais sa distinction suprême. »

L'image de Diane lui vient de la façon dont elle s'était parée deux ans plus tôt, lors du premier bal costumé de la princesse de Sagan, suscitant cet éloge dans la presse : « quel air de déesse marchant sur les nuées ! ». Ce moment marqua, selon un autre témoin de l'évènement, l'apparition d'une nouvelle étoile dans l'horizon mondain. Aux bals qui suivirent, elle continua à surprendre et à éblouir par l'originalité et le symbolisme de ses parures, qui suscitaient encore des commentaires des années plus tard. En 1882, elle avait ainsi vivement impressionné le prince de Galles et futur Édouard VII en s'habillant d'une robe de velours rouge inspirée d'un portrait de son aïeule, la jeune reine Élisabeth Ire. Elle-même jouissait des regards admiratifs qu'elle suscitait, écrivant dans son journal que « le regard des autres est la musique de la beauté ».
Elle avait parmi ses admirateurs Boson de Talleyrand-Périgord, prince de Sagan, qui lui vouait un amour platonique et avec qui elle aimait discuter de la mode et visiter des expositions en compagnie de Charles Haas. En 1884, elle ressentit une profonde attirance — non réciproque — pour Don Giovanni Borghese et entreprit d'écrire avec lui un roman épistolaire, qu'ils abandonnèrent dix ans plus tard. En 1887-88, Georges de Porto-Riche tente de gagner son cœur — sans succès — par des poèmes qu'il lui fait parvenir sur le banc de son église, poèmes qu'il recueillera sous le titre Bonheur manqué (1889). En 1889, Robert Lytton, ambassadeur d'Angleterre à Paris, lui fait une cour assidue, à quoi elle met fin. Toutefois, son souvenir continuera à hanter ce dernier même s'il tente de sublimer son amour dans un long poème intitulé Marah. Ils se réconcilient temporairement à l'automne 1890, alors qu'elle organise un goûter en l'honneur de Guillaume II, en visite incognito à Paris, qu'elle souhaitait ajouter à la liste de ses admirateurs. À partir de 1888, elle se prend d'amitié pour Paul Hervieu, qu'elle voit comme son mentor pour ses ambitions littéraires. Dans les années 1890, elle a aussi parmi ses fréquents visiteurs Albert de Mun et Albert de Rochas, alors très versé dans le domaine du paranormal. Elle eut aussi une longue relation épistolaire avec Roffredo Caetani, compositeur italien.
Son beau-père lui fit cadeau en 1887 de sa villa La Case à Dieppe afin de la dédommager d'une humiliation que lui avait infligée son mari. Dieppe devint alors sa résidence estivale, chaque année, et son lieu d'indépendance. Elle y réunissait ses amis : musiciens, écrivains et  peintres. Le comte Greffülhe, qui ne les appréciait guère et les appelait avec mépris « les Japonais » (c'est-à-dire les esthètes), ne résida que très peu dans cette demeure dieppoise, préférant chasser à Bois-Boudran. 
Elle éprouvait une sincère affection pour son cousin et lui dit un jour : « Je n'ai jamais été comprise que par vous et le soleil ». Montesquiou commente : « J'étais heureux qu'elle me plaçât en premier ! ».

### Opinions politiques

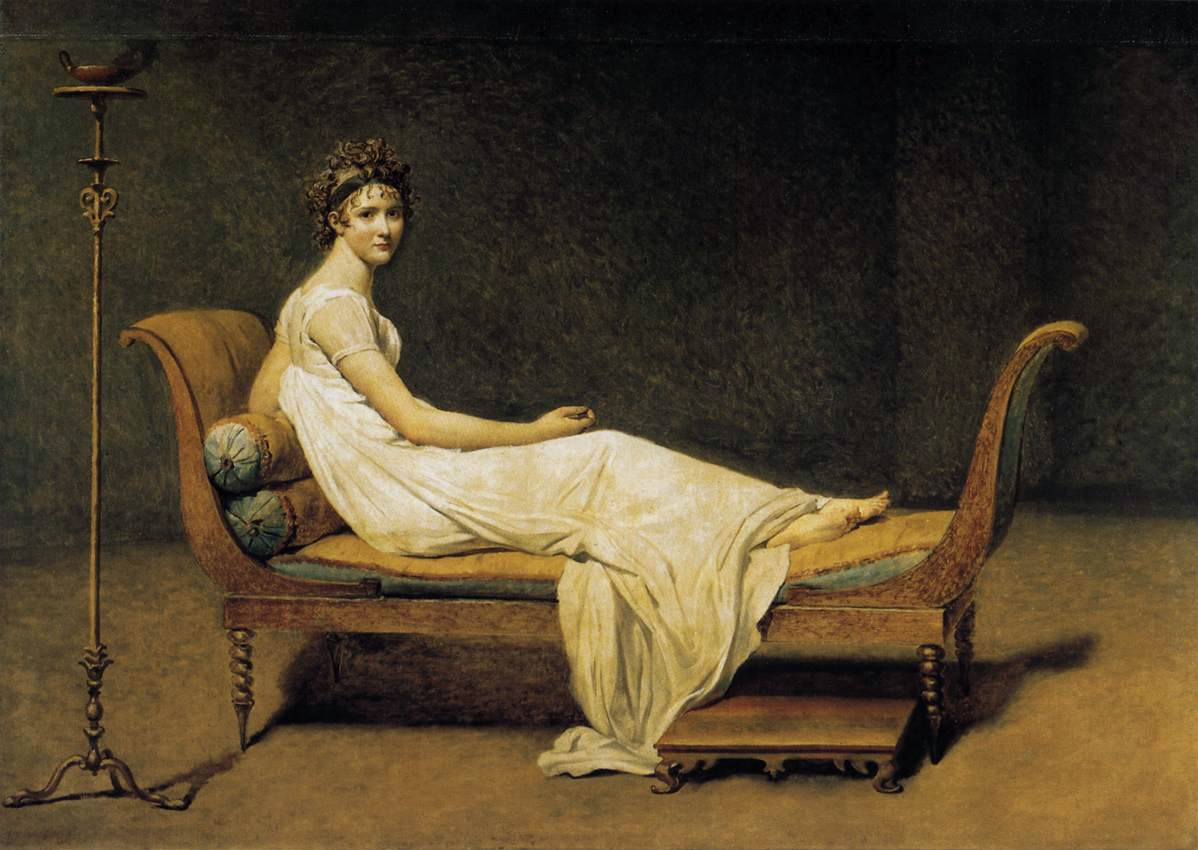
Madame de Récamier était une salonnière célèbre, peinte par David (1800).

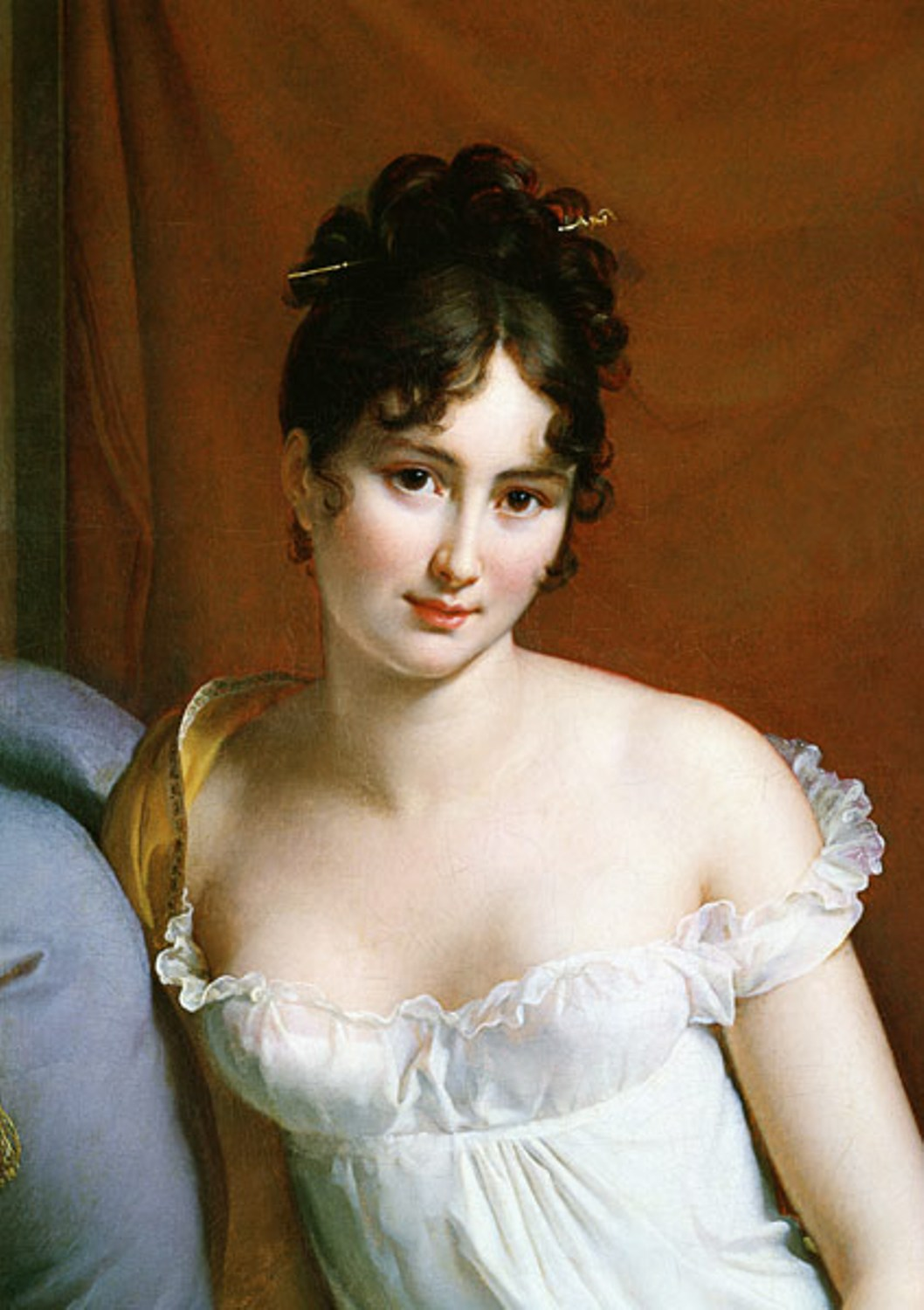
Juliette Récamier a servi de modèle à Élisabeth, qui en a copié la robe pour un bal costumé en 1891.

En politique, elle était d'opinion monarchiste, étant intimement convaincue que « l'égalité est dangereuse » et que certains hommes et femmes possèdent, de par leur naissance, un droit naturel à commander aux autres. 
En 1886, elle est invitée avec quelques aristocrates et têtes couronnées à une réception donnée par Philippe d'Orléans au château d'Eu pour marquer son départ en Angleterre à la suite de la loi d'exil qui venait d'être votée. Elle rencontre à cette occasion Laure de Chevigné, dont elle apprécie la complicité et l'habileté à naviguer dans les arcanes du protocole. Estimant qu'un retour de la monarchie avancerait la carrière de son mari, elle croit qu'un coup d'État mené par le général Boulanger restaurerait le roi Philippe VII. Elle recommande toutefois à son mari de ne pas s'impliquer dans cette conspiration, qui avorte en avril 1887. À la suite de cet échec, son mari se fait élire député en 1889 sous un programme à la fois conservateur et libéral — ce qui lui vaut des railleries pour sa ressemblance avec la chauve-souris de la fable —, mais il se rallie bientôt au parti républicain pour éviter une enquête trop approfondie sur ses pratiques de corruption électorale. Il ne se représentera pas à l'élection suivante.
À partir de 1892, le pape Léon XIII ayant invité les catholiques français à se « rallier » à la République — ruinant ainsi l'espoir qu'entretenait Élisabeth d'une restauration de la monarchie —, elle se rapproche d'élus républicains afin d'acquérir un statut dans les centres de pouvoir. Elle est notamment liée avec Paul Deschanel, qui lui adresse des lettres enflammées avant de finalement conclure qu'elle est une moderne Madame de Récamier, célèbre pour livrer son esprit, mais jamais son corps.
Elle reçoit aussi Gabriel Hanotaux, Théophile Delcassé, Pierre Waldeck-Rousseau, Jules Roche et d'autres que l'on croisait aussi chez Mme Arman de Caillavet (autre modèle de Mme Verdurin), maîtresse d'Anatole France et mère du dramaturge Gaston Arman de Caillavet. Elle recevait aussi le général de Galliffet — ancien favori de l'impératrice Eugénie — qui devint, en 1899, ministre de la Guerre. C'est sans doute sous l'influence des deux derniers, qu'elle prit le parti du capitaine Dreyfus et qu'elle serait intervenue en sa faveur.

## Un salon remarquable
En tant qu'arrière-petite-fille de Madame Tallien, qui avait tenu un salon extrêmement réputé au début du siècle, Élisabeth ne manquait pas de modèle.
Elle recevait régulièrement chez elle quelques « cercleux » qu'on retrouvait aussi chez la comtesse de Chevigné (autre modèle de la duchesse de Guermantes) ou chez Lady Standish, tels que le comte Costa de Beauregard, le marquis du Lau, le comte Louis de Turenne, le comte Louis de Breteuil (ces deux derniers furent les modèles de Babal de Bréauté dans le roman de Proust). Elle invitait aussi Charles Haas, modèle de Swann, qui, à l'époque où Proust le rencontra, était déjà âgé, ainsi que le général de Galliffet, modèle du vaniteux général de Froberville. 
Son salon se distingue surtout par l'accent qu'elle met sur les activités culturelles, invitant — en dépit des réserves initiales de son mari — des musiciens, des peintres et des chercheurs scientifiques qui y trouvent un auditoire privilégié pour leurs créations et découvertes.

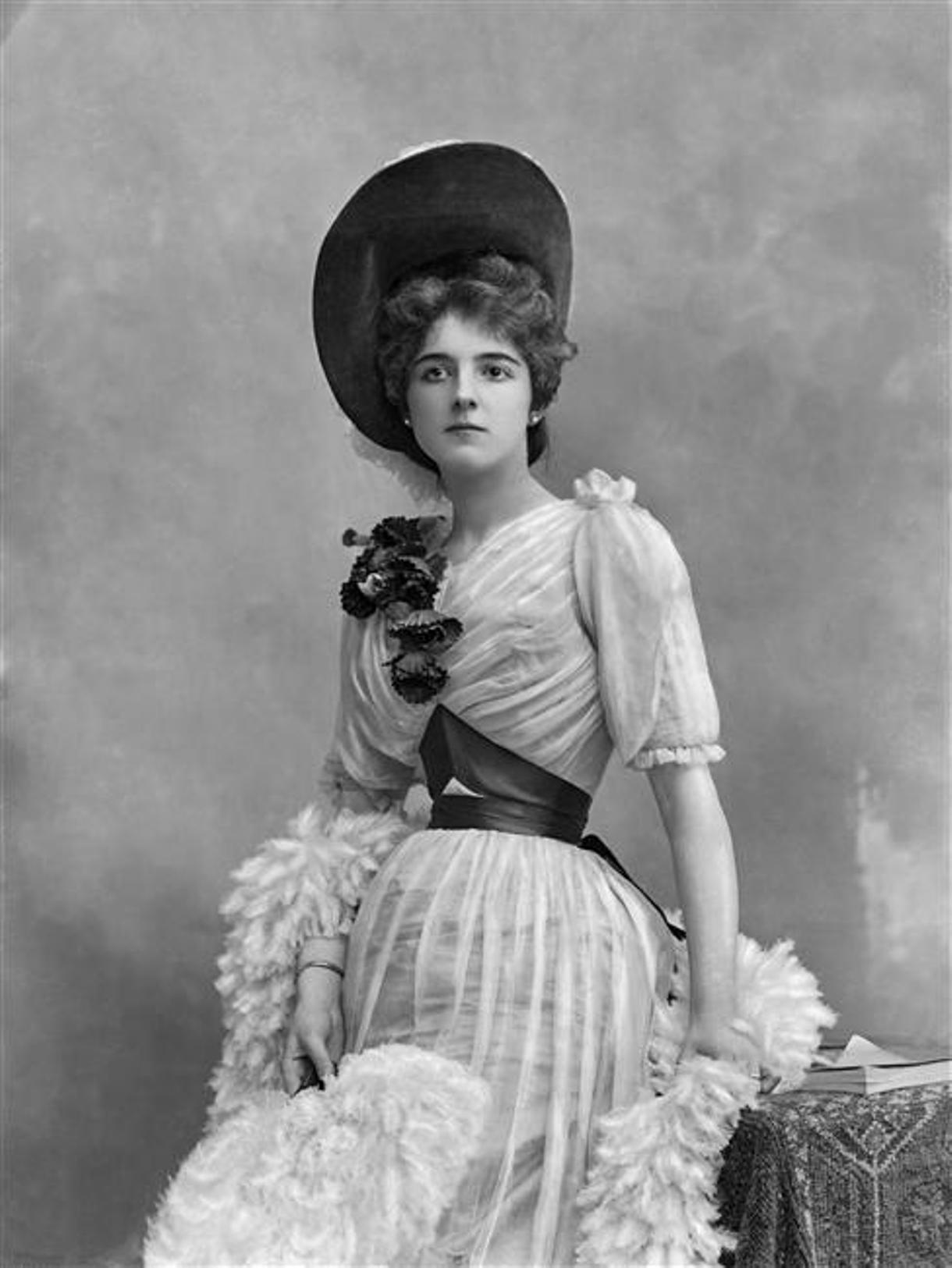
Clara Ward (1873-1916) jeune épouse du prince Joseph de Riquet de Caraman-Chimay (1858-1937) et belle-sœur de la comtesse Greffulhe.
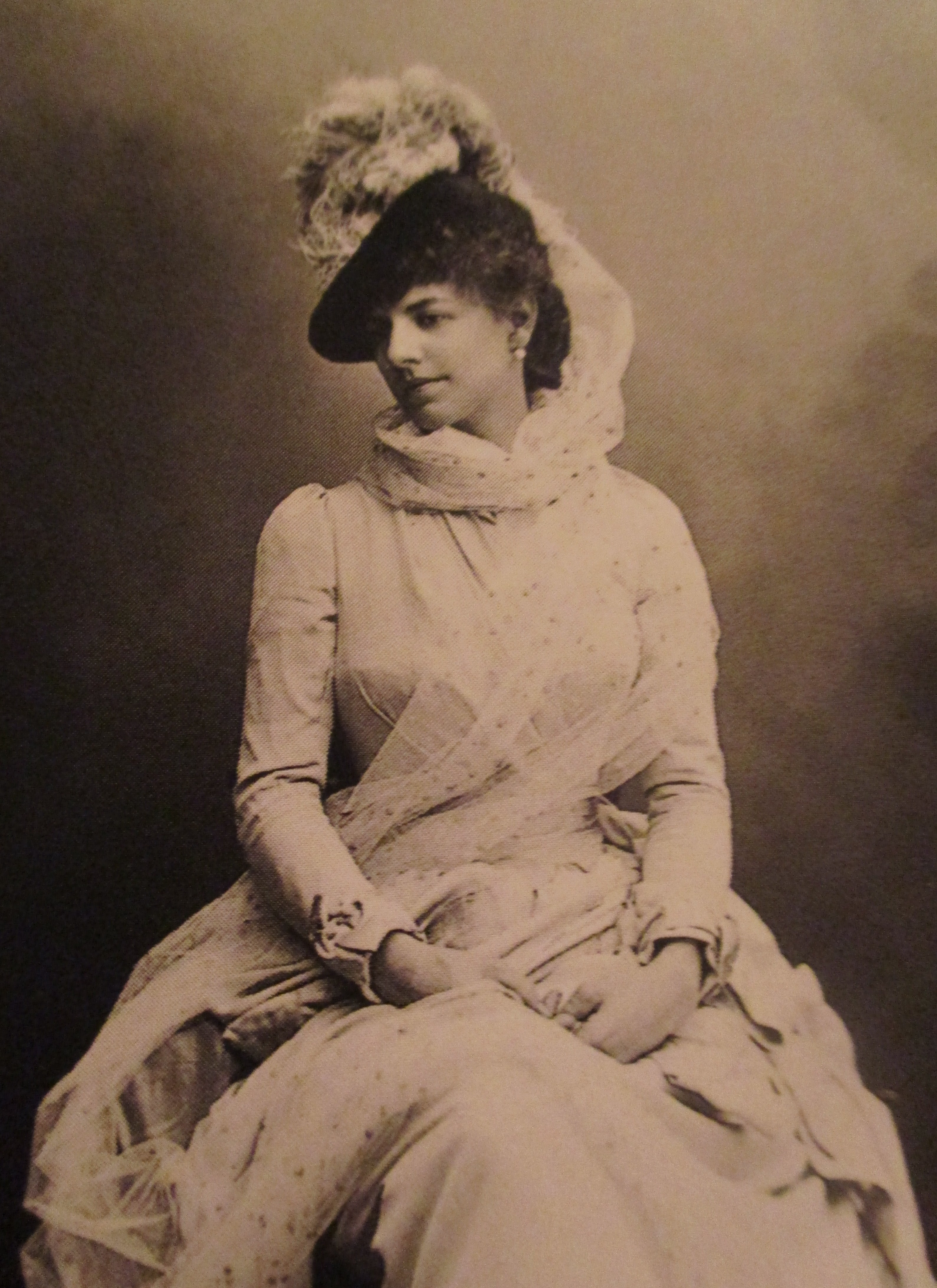
La comtesse Greffulhe en 1886, photographie de Paul Nadar.
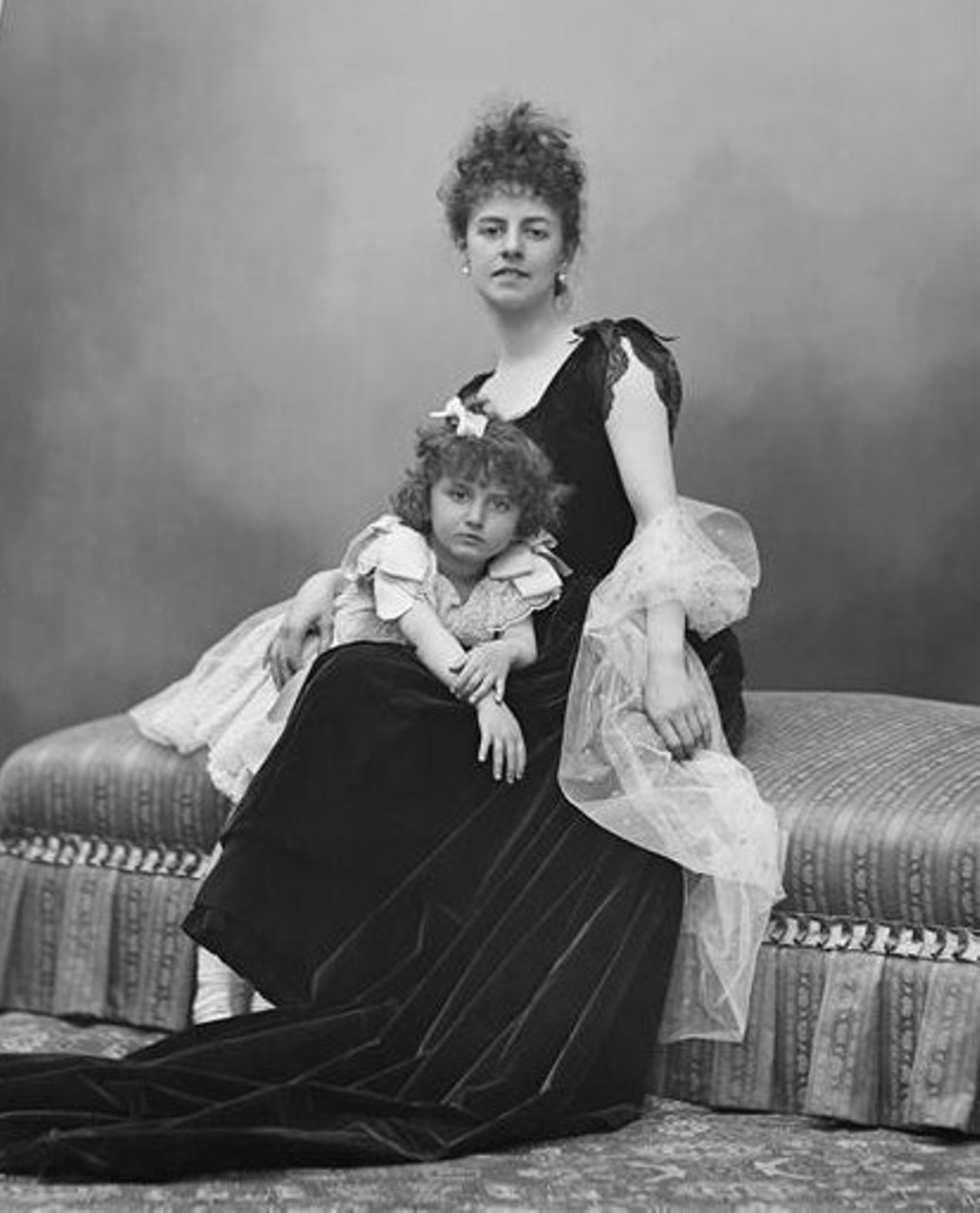
La comtesse avec sa fille Élaine, par Paul Nadar (Paris, 16 août 1886).
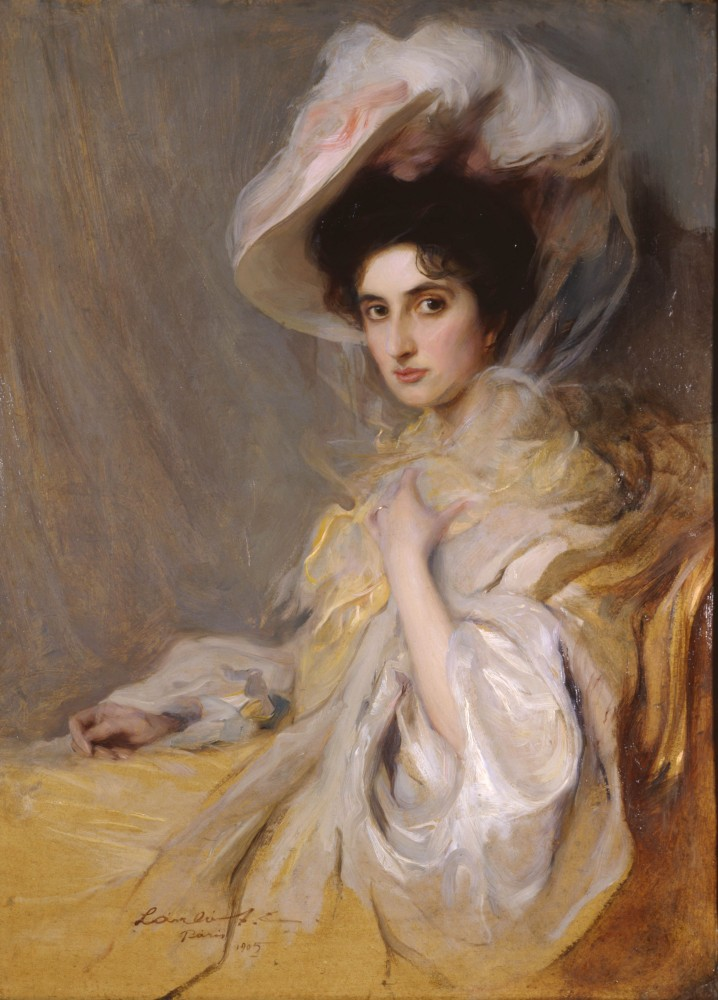
Sa fille Élaine, par Philip de László (1905).

### Peinture

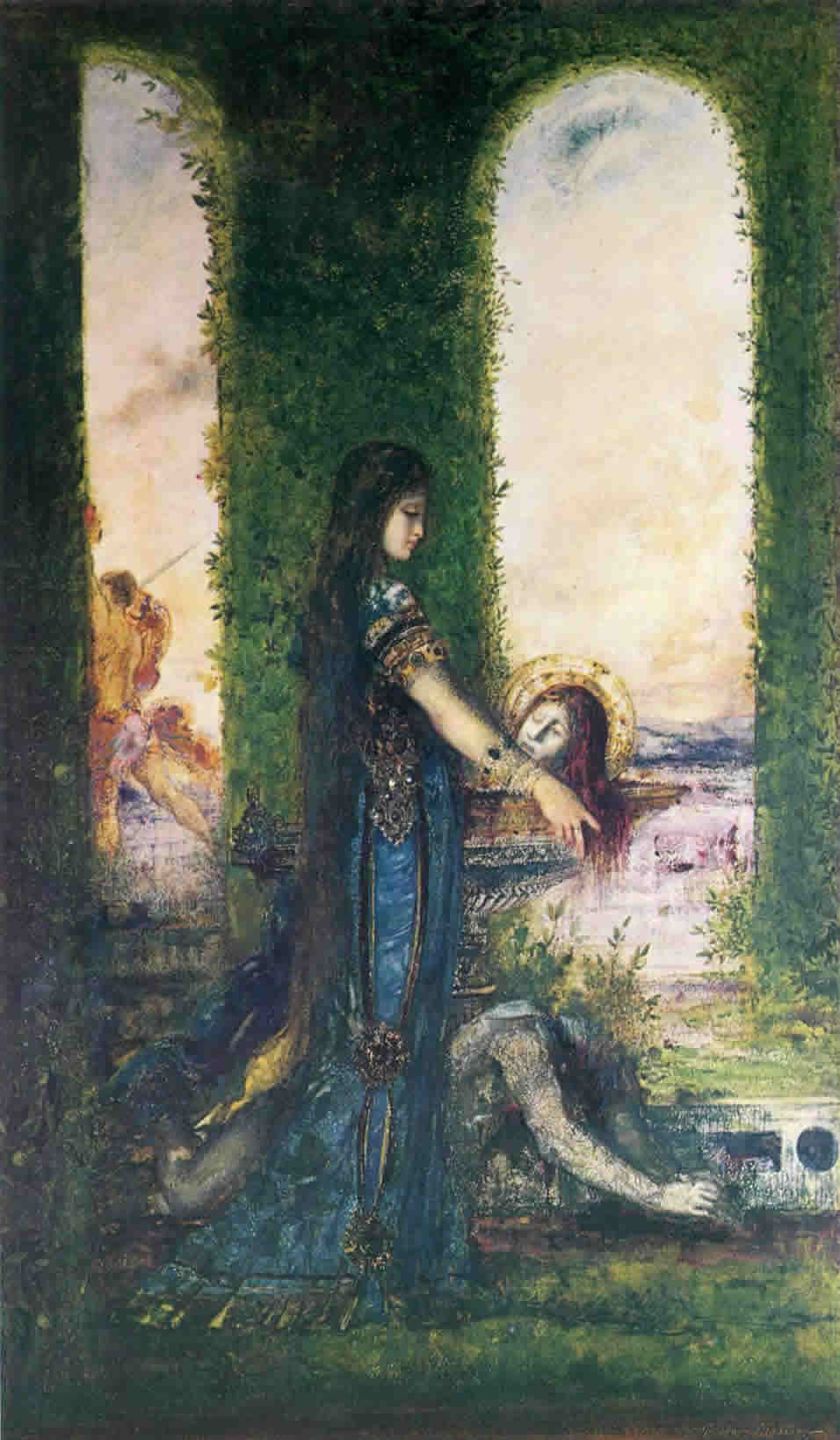
La comtesse avait dans son salon le tableau Salomé au jardin (1878) de Gustave Moreau, qui était un de ses amis.

Elle est immortalisée par de nombreux portraits et photographies, mentionnés par divers mémorialistes.  
Un ensemble de souvenirs d'elle et des membres de son proche entourage, dispersé à l'hôtel Drouot le 7 février 2025 par l'étude Leducq comportait notamment son portrait en pied par Carolus-Duran, (lot 24, vendu 110 500 euros), son buste en marbre sculpté par Jules Franceschi (lot 27, vendu 32 500 euros),. 
Elle prit des cours de photographie avec Nadar. 
Par l'intermédiaire de son cousin Robert de Montesquiou, elle rencontra Gustave Moreau, dont elle possédait plusieurs tableaux, notamment Salomé au jardin (1878) qu'elle affichait dans son salon. Elle admirait aussi Antonio de La Gandara qu'elle croisait aux réceptions de Mme Lemaire, l'un des modèles de Madame Verdurin dans À la recherche du temps perdu. Elle eut pour ami le peintre Jacques-Émile Blanche et joua un rôle prépondérant dans la carrière de Paul César Helleu qui réalisa d'elle plusieurs portraits et une centaine de dessins,, mais son mari en aurait détruit la plupart afin d'éviter que le public les voie. Ce fut aussi le sort d'un  portrait que fit d'elle Gustave Moreau. Elle admirait Whistler et fit des démarches pour que lui soit décernée la Légion d'honneur.
Elle étudia la photographie avec Nadar et le comte de Saint-Priest. Elle suivit aussi des cours de dessin et d'aquarelle avec Eugène Lami et apprit à esquisser ses propres toilettes. Elle fut elle-même une peintre de talent, qui utilisait des pseudonymes par souci de confidentialité : on peut voir son autoportrait et celui de l'abbé Arthur Mugnier au musée Carnavalet à Paris. Elle engagea le peintre Deloge pour faire des aquarelles de toutes les pièces de sa garde-robe afin d'en faire un album,.

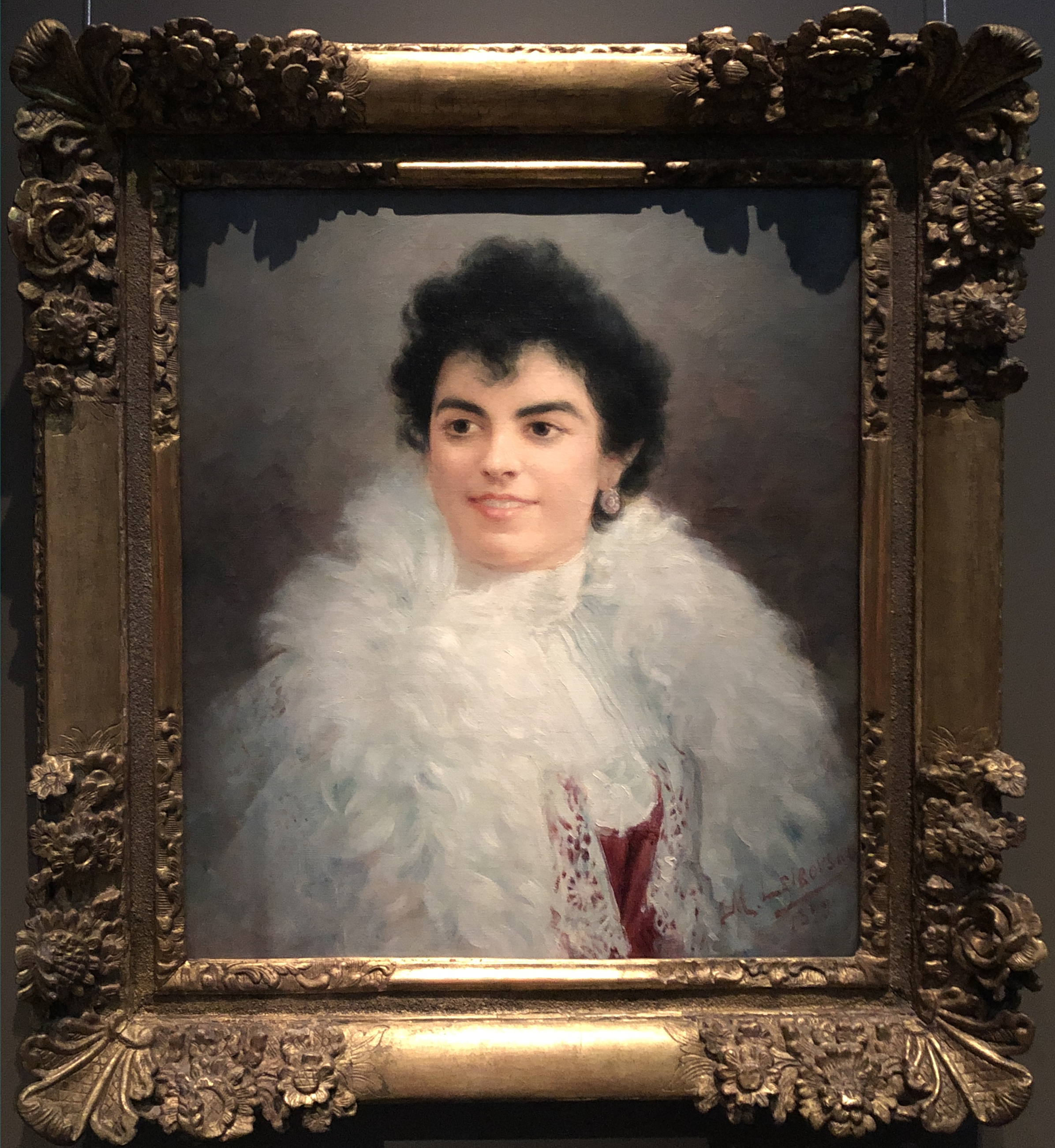
Autoportrait de la comtesse Élisabeth Greffulhe (née de Riquet de Caraman-Chimay), daté de 1899. Signé avec le pseudonyme M. Leibovsky.

Lorsqu'elle donna chez elle le fameux dîner en 1910 en l'honneur des souverains Édouard VII et la reine Alexandra, elle n'invita que le marquis de Breteuil et le peintre Édouard Detaille, que le roi considérait comme un artiste d'excellence. La comtesse préférait, quant à elle, des peintures plus délicates que des scènes guerrières académiques.

### Musique
Comme sa mère, Marie de Montesquiou-Fezensac, qui jouait magnifiquement du piano, Élisabeth plaçait la musique au centre de sa vie. Outre le piano, elle apprend la guitare, organise des concerts de musique de chambre et jusqu’à des représentations lyriques, comme celle de Béatrice et Bénédict, ainsi que Les Troyens, d'Hector Berlioz, au théâtre de l'Odéon en 1890, et la première représentation parisienne de Tristan et Isolde de Richard Wagner en octobre 1899. Elle rencontre Franz Liszt lors de son dernier voyage à Paris en 1886 et, toujours grâce à Montesquiou, elle fait la connaissance de Gabriel Fauré qui, l'année suivante, lui dédie sa célèbre Pavane op. 50 qu'il a composée comme un portrait musical de la comtesse. En 1890, elle fonde une société philanthropique vouée à l'organisation de performances musicales par des compositeurs inconnus ou peu appréciés, la Société des grandes auditions musicales, à la tête de laquelle elle place son beau-frère Auguste d'Arenberg. La même année, avec la princesse Edmond de Polignac, elle favorise la venue des Ballets russes, à Paris, et fait connaitre ainsi Serge de Diaghilev. Parmi les Russes de Paris, elle a reçu entre autres le grand-duc Paul Alexandrovitch.

### Littérature

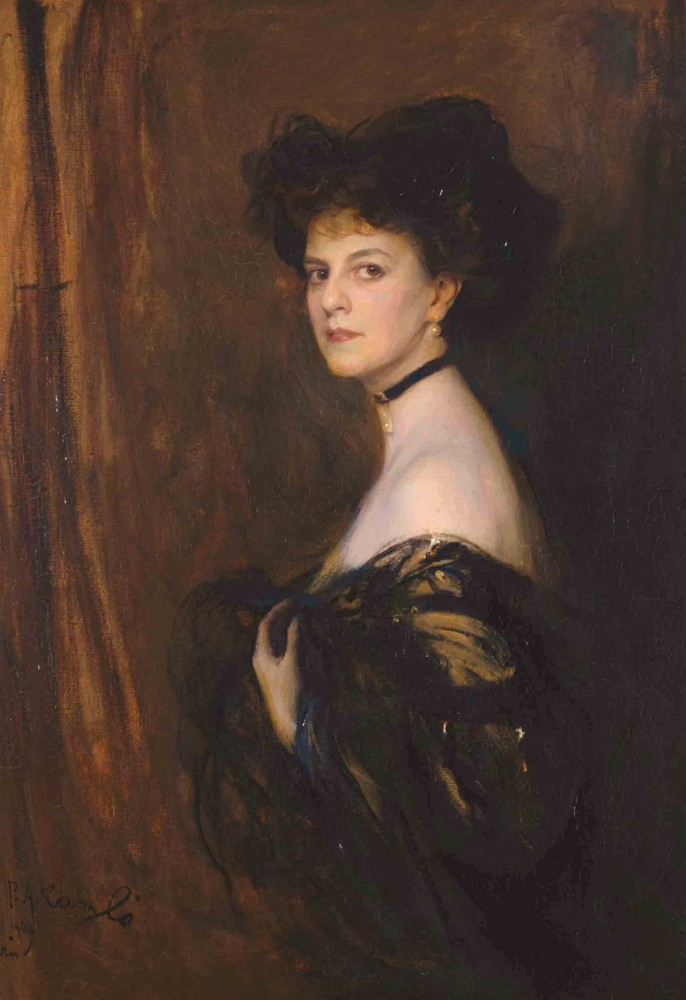
La comtesse Greffuhle
par Philip Alexius de Laszlo (1905).

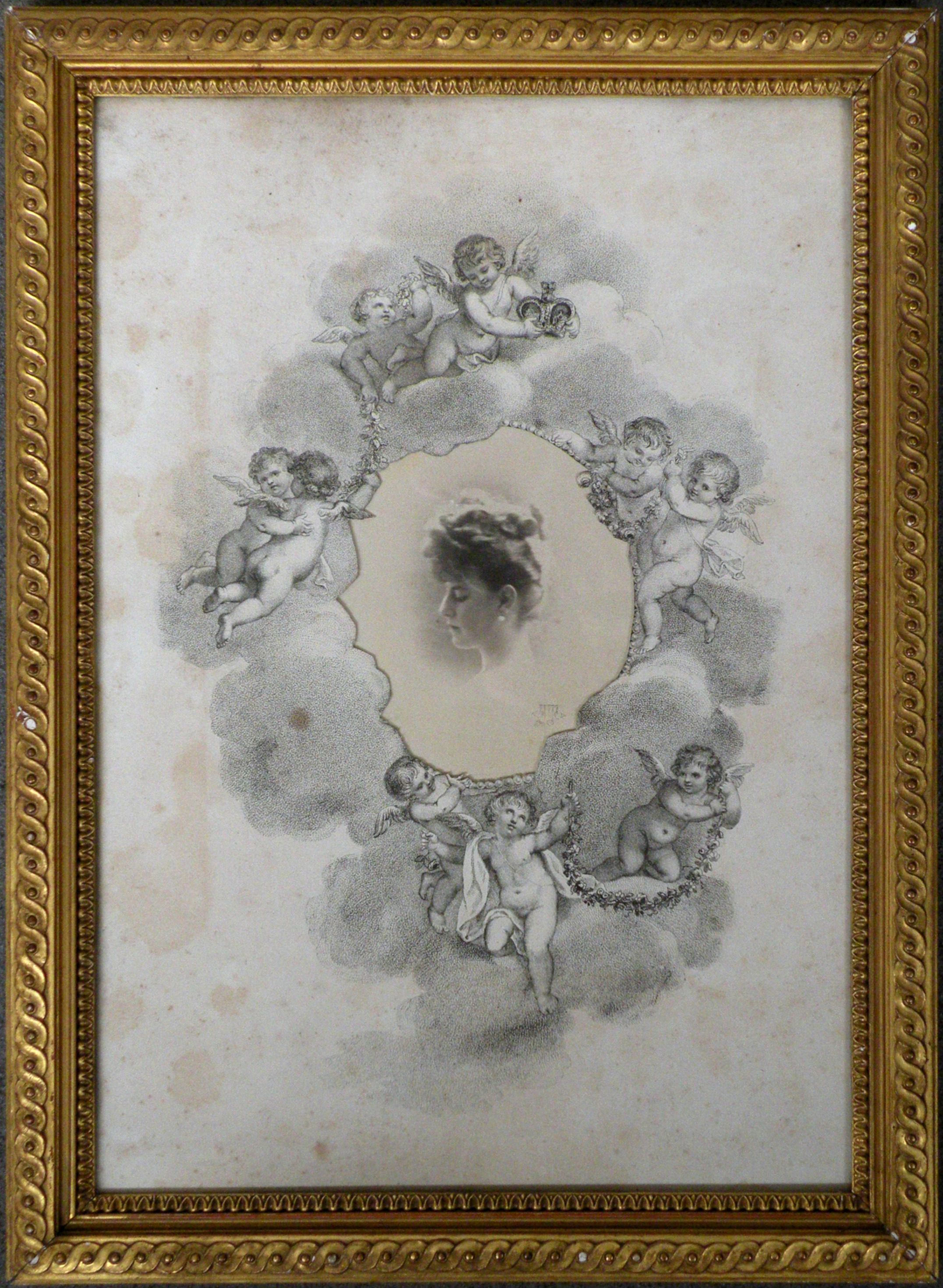
Portrait photographique en buste de profil gauche d’Élisabeth de Riquet de Caraman-Chimay, comtesse Greffulhe, par Otto Wegener.

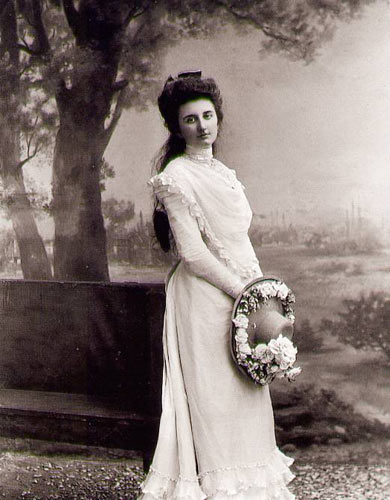
Élaine Greffulhe (1900).

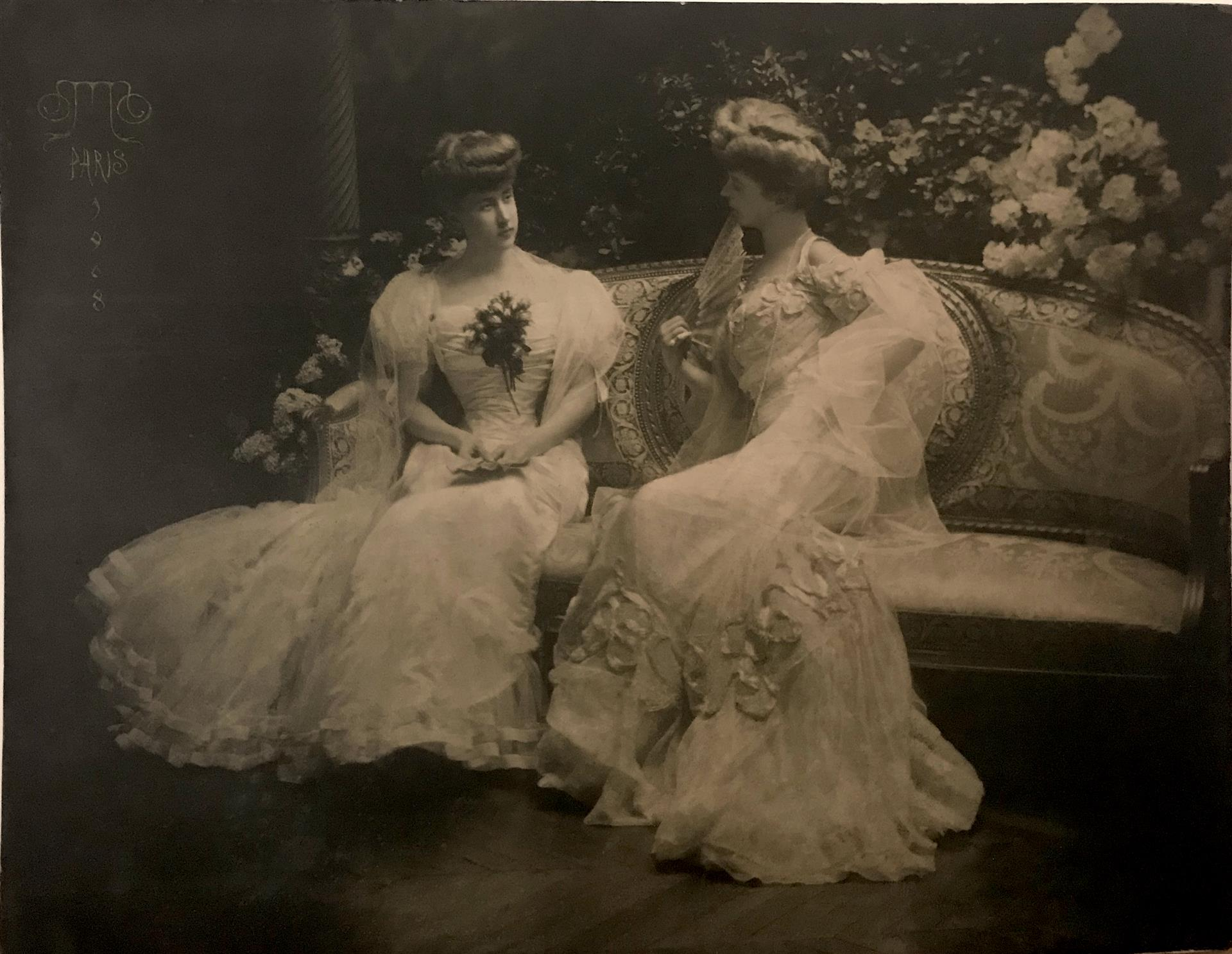
Élisabeth avec sa fille Élaine en 1908.

Toujours grâce à Montesquiou, elle se lia avec Edmond de Goncourt, José-Maria de Heredia, Stéphane Mallarmé, Judith Gautier. La comtesse Greffulhe recevait chez elle les membres du Tout-Paris littéraire, comme Anatole France, et fit de l'abbé Mugnier, un intime. Elle-même a toute sa vie rêvé de devenir écrivaine et a composé des centaines de textes, mais sans jamais n'en publier que quelques-uns sous un pseudonyme.
Marcel Proust l'aperçut à un bal chez la princesse de Wagram, née Berthe de Rothschild, le 1er juillet 1893,. Il fut aussitôt fasciné par « ce grand oiseau doré prêt à s'envoler » et en fit le principal modèle du personnage de la duchesse de Guermantes. 
Proust est enfin présenté à la comtesse en mai 1894, lors de la « fête littéraire » que Robert de Montesquiou organisa pour inaugurer sa nouvelle résidence à Versailles, qu'il appela le Pavillon Montesquiou. La comtesse, qui était alors au sommet de sa beauté, était l'invitée d'honneur, en compagnie de Sarah Bernhardt. La liste des 120 invités comptait des écrivains, des peintres et des personnalités de l'aristocratie ainsi que du monde politique. Marcel Proust y avait été invité afin de rédiger un compte rendu de la fête pour Le Gaulois. Pour le jeune auteur, cette fête lui permet de faire la connaissance de la comtesse Greffulhe, dont il dira qu'il n'avait jamais vu une femme aussi belle.
Ce n'est cependant qu'en 1904 qu'elle l'accepta dans son salon, lorsque sa fille épousa le duc de Guiche, qui était un ami de Proust. Elle déclara à la fin de sa vie :

« Ses flatteries avaient un je-ne-sais-quoi de collant qui n'étaient pas de mon goût et il y avait cette absurdité à propos de ma photographie qu'il réclamait par l'intermédiaire de Robert […] La dernière fois que je l'ai vu, c'était au mariage de ma fille, où là encore il a mentionné ma photographie, c'était fatigant ! Guiche [son gendre] était vraiment dévoué à Proust. Je ne l'ai pas vu, après qu'il fut devenu le génie que Robert avait prédit. »

Toutefois, une certaine amitié s'établît entre eux, par correspondance, après la parution du premier volume de La Recherche. Malgré ses dires à Mina Curtiss, la comtesse revit Proust, dont l'air maladif la frappa, en 1909. Elle l'invita à quelques reprises dans sa loge à l'opéra. Elle lui écrivit encore en 1920 :

« Monsieur et ami,
Votre lettre constatant les dégradations dans mes appellations m'a fait sourire au milieu des bois de narcisses en fleur où je suis à présent. Ne trouvez-vous pas que lorsque beaucoup de temps s'est écoulé depuis qu'on a vu quelqu'un qui sait regarder, il faut agir avec une certaine précaution, tout comme on entre dans la mer… »

C'est à elle que Proust emprunta le rire cristallin de la duchesse de Guermantes: « Le rire de Mme Greffulhe s'égrène comme le carillon de Bruges », déclare-t-il.
En réalité, bien qu'elle l'ait nié à la fin de sa vie, la comtesse Greffulhe appréciait et recherchait la compagnie de Proust, à qui elle envoya de nombreuses invitations, qu'il déclinait pour la plupart. De son côté, Proust s'inspira d'elle beaucoup plus qu'il ne l'admit jamais, non seulement pour la duchesse et la princesse de Guermantes, mais également pour d'autres personnages, comme Odette de Crécy, à qui elle a « prêté » son élégance proverbiale. Son mari, le comte Greffulhe, est le principal et presque unique modèle du duc de Guermantes. L'analyse des œuvres de jeunesse de Proust, ainsi que de ses cahiers et carnets de brouillon, montrent qu'elle joua un rôle clé dans la genèse de la Recherche, et en particulier dans l'élaboration du nom « magique » de Guermantes, nourri des rêveries de l'auteur sur son illustre et très ancienne famille.
Le Salon de la comtesse Greffulhe, article rédigé en 1902 que Proust destinait au Figaro mais à la publication duquel s'opposa le comte, a été retrouvé en 2014, et édité dans un ouvrage consacré à la comtesse Greffulhe. Selon Caroline Weber, Proust serait aussi l'auteur anonyme d'un article de 1893 dans Le Gaulois qui classe les salons de Mme Straus et de Mme Greffulhe parmi les plus exclusifs de Paris.
Jean Delage, chroniqueur à L'Écho de Paris, évoque la comtesse Greffulhe à travers ses souvenirs :

« La comtesse Greffulhe m'invite à déjeuner en son château de Bois-Boudran. Lorsque j'arrive devant cette belle demeure seigneuriale, un valet de pied m'introduit dans un vaste salon baigné de soleil. Auprès d'un guéridon habillé d'une soie verte et lourde qui tombe jusqu'au tapis est assise une femme d'âge dont l'attitude a quelque chose de royal […]. Ses deux sœurs, la générale de Tinan et la comtesse Ghislaine de Riquet de Caraman-Chimay, dame d'honneur de la reine Élisabeth de Belgique, nous rejoignent au salon avec un ami intime, le marquis d'Abartiague.
Son admiration, je dirais presque sa vénération, était profonde à l'égard du cardinal Mercier, l'héroïque archevêque de Malines. Elle avait fait, pour sa cathédrale, de très beaux vitraux. Passionnée de cet art de couleur et de lumière elle y travaillait dans son atelier de Bois-Boudran. Quand nous touchions au domaine de la foi, j'ai toujours pressenti une piété sans ostentation. […] Dans le salon, près de la Rotonde, un portrait représentait un prêtre, je lui demandai un jour qui il était : “C'est l'abbé Mugnier que j'ai peint”.
Son obstination était sans faille quand elle voulait faire aboutir un projet. Après avoir, malgré les obstructions, réussi à faire jouer Wagner à l'Opéra, introduit en France les Ballets Russes et les courses de lévriers, son désir était, pendant ses dernières années de ressusciter le théâtre du palais de Versailles, le théâtre Montansier. Elle me racontait ses démarches, son insistance. Quand j'ai quitté la France, elle y demeurait attachée. Son rêve a été réalisé.
Un soir, devant sa coiffeuse, elle me dit : “Le monde, voyez-vous, est un spectacle. Nous sommes toujours en représentation. C'est lassant parfois d'être sur la scène”. Sa sœur, la comtesse Ghislaine qui était avec nous ne put s’empêcher de sourire et de murmurer à mon oreille : “Elle ne saurait pas s'en passer”.
Le lendemain d'un déjeuner charmant qu'elle avait offert à quelques amis, le comte Canson, dont l'ancêtre avait été anobli par Louis XIV pour avoir créé le papier qui porte son nom, et le charmant marquis d'Abartiague, à qui je dois d'avoir connu Ravel, je lui dis : “Vous m'avez placé hier à votre droite, chère comtesse. Savez-vous que si j'ai eu un père qui s'est imposé par son intelligence, mes grands-parents étaient de très modestes artisans.
- Que m'importe, répondit-elle en riant. Vous êtes ce que vous êtes. Je vous considère d'ailleurs, non pas comme un journaliste mais comme un rêveur. j'ai bien le droit, si cela me chante, de mettre le rêve avant le monde, à la place d'honneur. »

### Découvertes scientifiques

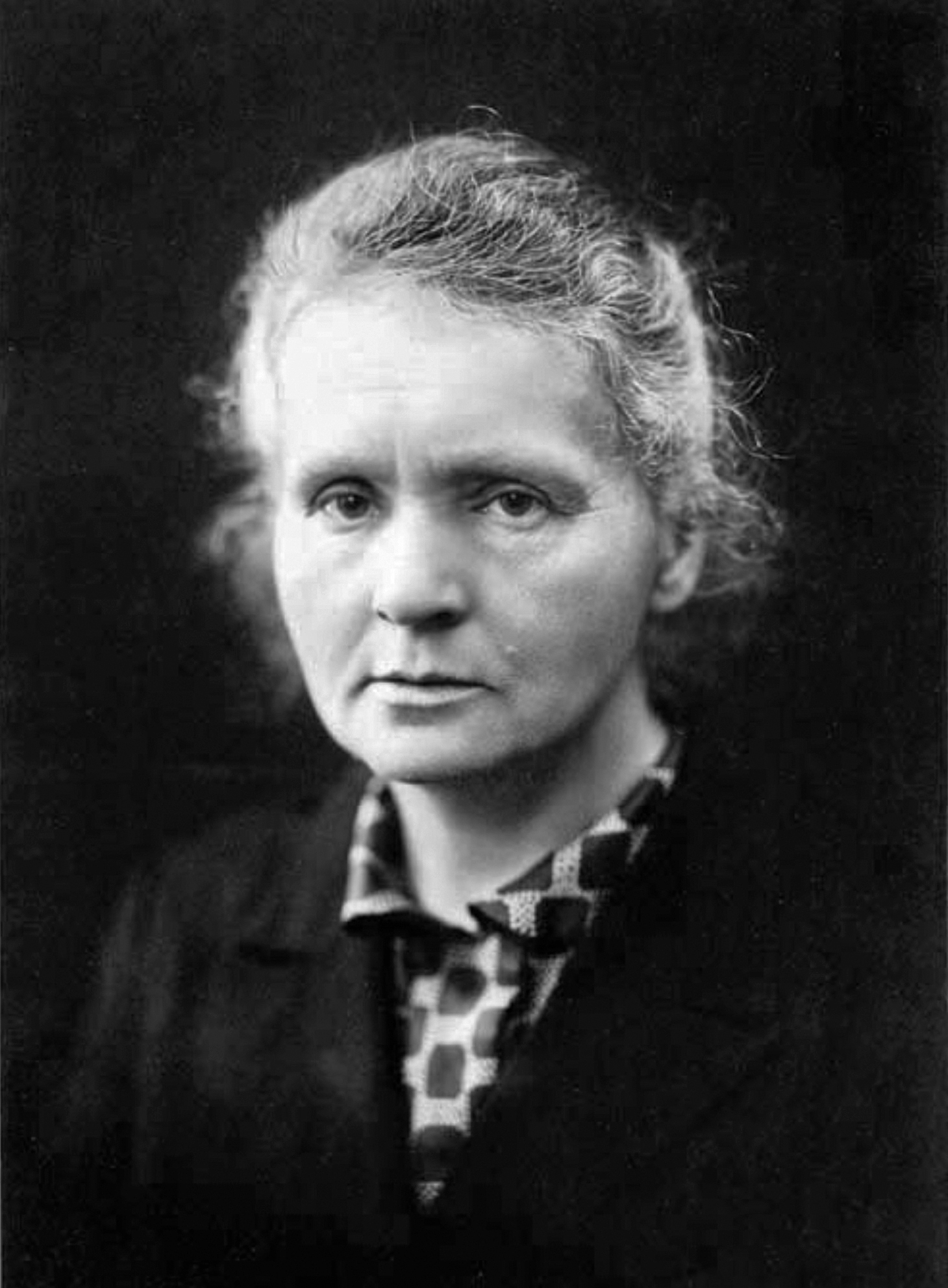
Marie Curie (1920).

Elle fit la connaissance de Pierre et Marie Curie en 1903. Après la mort de Pierre Curie, elle soutint Marie Curie dans son projet de créer l'Institut du radium, et lui permit d'en trouver le financement (avec l'accord et le financement partiel de l'Institut Pasteur, grâce à l'intervention d'Émile Roux, une de ses nombreuses relations). Après la mort de Pierre Curie en 1906, puis de Marie Curie en 1934, elle écrit des lettres de condoléances à la famille Curie.
Elle rencontra Édouard Branly en 1902 par l'intermédiaire d'Albert de Mun. Elle se passionna pour ses travaux, visita son laboratoire et se fit expliquer les expériences en cours. Consciente des conditions de travail difficiles du physicien, elle lui apporta une aide efficace à plusieurs reprises. Par l'intermédiaire de sa sœur Ghislaine de Caraman-Chimay, elle introduisit Édouard Branly à la cour de Belgique. Il fut élu membre associé de l'Académie royale de Belgique en 1910.
Elle convainquit Maurice Bunau-Varilla, directeur du Matin, d'organiser une conférence sur la télémécanique. La démonstration publique d'Édouard Branly eut lieu le 29 juin 1905, dans la grande salle du Trocadéro, devant des ambassadeurs, des personnalités politiques et des membres de l'Institut.
La comtesse Greffulhe intervint également auprès d'Alexandre Millerand, alors ministre des Travaux publics, pour le renouvellement du bail de l'Institut catholique à la fin de l'année 1909.

## Dernières années
À la fin de sa vie, sur les conseils de son médecin, elle s'installa en Suisse au bord du lac Léman et mourut à Genève le 21 août 1952, à l'âge de 92 ans.

## Hommages
Le rosiériste Lévêque dédie à la comtesse Greffulhe une rose pourpre du groupe des hybrides remontants en 1896, baptisée Comtesse Greffulhe.

## Résidences
- Hôtel Greffulhe, 8 puis 10 rue d'Astorg à Paris (Paris 8e) ;
- Villa La Case, route de Pourville à Dieppe, acquise en 1887, construite en style anglo-normand ;
- Château de Bois-Boudran à Fontenailles en Seine-et-Marne.